# Форма волны
Фо́рма волны́ —  наглядное представление формы сигнала, такого как волна, распространяющегося в физической среде, или его абстрактное представление.
Во многих случаях среда, в которой распространяется волна, не позволяет наблюдать её форму визуально. В этом случае, термин «волна» относится к форме графика величины, изменяющейся по времени или зависящей от расстояния. Для наблюдения формы электрических колебаний может использоваться осциллограф, отображающий на экране значение измеряемой величины и его изменение во времени.
В более широком смысле термины «сигнал», «волна», «колебание» используется для формы графика значений любой величины, изменяющейся по времени или пространстве.

## Примеры волн (колебаний) основных форм
Наиболее часто рассматриваются периодические сигналы следующего вида ({\displaystyle t} —  время, {\displaystyle A} — амплитуда колебания {\displaystyle T} — период, {\displaystyle f=1/T} — частота основной гармоники).

### Синусоидальное колебание
Стандарт ГОСТ Р ИСО/МЭК 19762-4-2011 определяет синусоидальное колебание как базовую форму волны, характеризующейся единственной частотой и длиной волны и используемой для передачи данных или информации с помощью модуляции некоторого параметра волны.
Амплитуда синусоидальной волны изменяется в соответствии с тригонометрической функцией синуса:
{\displaystyle x(t)=A\sin(\omega t+\varphi _{0}),}
где {\displaystyle \omega } — циклическая частота, показывающая, на сколько радиан изменяется фаза колебания за 1 с (радиан/с),
{\displaystyle \omega =2\pi f},
{\displaystyle \varphi _{0}} — начальная фаза колебаний, которая определяет значение полной фазы колебания в момент времени {\displaystyle t=0.}
Спектр синусоидальной волны содержит только одну спектральную линию с частотой колебания.

### Прямоугольное периодическое колебание
Сигналы такого рода, как правило, используется для представления и передачи цифровых данных. Аналитически может быть записан многими способами, например, через функцию Хевисайда {\displaystyle h(t)}:
{\displaystyle x(t)=2\ A\sum _{n=-\infty }^{\infty }\left[h\left({\frac {t}{T}}-n\right)-h\left({\frac {t}{T}}-n-{\frac {1}{S}}\right)\right]-1,}
где {\displaystyle S} — скважность.
При {\displaystyle S=2} описывает меандр — периодическое колебание у которого длительности положительной и отрицательной полуволн равны.
Спектр прямоугольной волны линейчатый, причём у меандра в спектре отсутствуют чётные гармоники, амплитуда гармоник падает при увеличении частоты по 6 дБ за октаву:
{\displaystyle x(t)={\frac {4}{\pi }}\sum _{k=1}^{\infty }{\frac {\sin \left[2\pi (2k-1)ft\right]}{2k-1}}={\frac {4}{\pi }}\left[\sin(2\pi ft)+{\frac {1}{3}}\sin(6\pi ft)+{\frac {1}{5}}\sin(10\pi ft)+\dots \right].}

### Треугольная симметричная волна
Половину периода линейно нарастает, вторую половину периода падает с той же скоростью. Аналитически может быть записана в виде:
{\displaystyle x(t)={\frac {2A}{\pi }}\arcsin \left[\sin \left({\frac {2\pi }{T}}t\right)\right].}
Спектр треугольной волны линейчатый, в спектре отсутствуют чётные гармоники, амплитуда гармоник падает при увеличении частоты по 12 дБ за октаву:
{\displaystyle x(t)={\frac {8}{\pi ^{2}}}\sum _{k=0}^{\infty }{\frac {(-1)^{k}}{(2k+1)^{2}}}\sin \left[{\frac {2\pi (2k+1)}{T}}t\right].}

### Пилообразная волна
Линейно нарастает весь период, в конце периода мгновенно падает до начального значения. Графически выглядит как зубья пилы. В технике пилообразное напряжение или пилообразный ток используется в развёртках осциллографов и для сканирования телевизионного растра. Аналитически может быть описана выражением:
{\displaystyle x(t)={\frac {2A}{\pi }}\operatorname {arctg} \left(\operatorname {tg} {\frac {\pi t}{T}}\right).}
Спектр пилообразной волны линейчатый, в спектре присутствуют как чётные, так и нечётные гармоники(т.е. гармоники ряда натуральных чисел), амплитуда гармоник падает при увеличении частоты по 6 дБ за октаву:
{\displaystyle x(t)={\frac {A}{\pi }}\sum _{k=1}^{\infty }{(-1)}^{k}{\frac {\sin(2\pi kft)}{k}}.}

## Другие формы волн
Другие формы сигналов часто называют составными или сложными, так как они могут быть описаны в виде суммы нескольких синусоидальных волн или суммой других функций.
В частности, любое периодическое колебание представимо в виде ряда Фурье или интеграла Фурье в случае непериодического колебания.